# Denis Leary
Denis Colin Leary (sinh ngày 18 tháng 8 năm 1957) là nam diễn viên, nghệ sĩ hài người Mỹ. Sinh ra ở Massachusetts, Leary nổi tiếng với vai trò nghệ sĩ hài độc thoại, đặc biệt là qua những tiểu phẩm trên kênh MTV và các sê-ri hài No Cure for Cancer (1993), Lock 'n Load (1997). Đầu những năm 1990, Leary bắt đầu tham gia điện ảnh và truyền hình với các phim Judgement Night (1993), Gunmen (1994), Operation Dumbo Drop (1995) và Wag the Dog (1997).
Những năm 2000, ông sản xuất và đóng chính trong chương trình truyền hình The Job (2001–2002). Năm 2004, ông sáng lập và đóng chính Rescue Me (2004–2011), qua đó giành được hai đề cử giải Primetime Emmy, một cho biên kịch và một cho diễn xuất. Leary cũng lồng tiếng cho nhân vật bọ rùa Francis trong A Bug's Life và hổ răng kiếm Diego trong loạt phim Kỷ băng hà.

## Thời thơ ấu
Denis Colin Leary sinh ngày 18 tháng 8 năm 1957 tại thành phố Worcester, Massachusetts. Mẹ là Nora (họ gốc: Sullivan, 1929), làm người giúp việc, cha là John Leary (1924–1985), làm thợ cơ khí. Nam diễn viên mang hai quốc tịch Mỹ và Ireland, ông là anh em họ của MC Conan O'Brien.

## Đời tư
Leary kết hôn với tác giả Ann Lembeck Leary năm 1989, cả hai gặp nhau lần đầu khi ông làm hướng dẫn cho vợ trong một lớp học tiếng Anh tại Đại học Emerson. Cặp đôi có hai con, một con trai tên John Joseph "Jack" (sinh 1990) và một con gái tên Devin (sinh 1992).

## Danh sách phim

### Truyền hình
| Năm             | Tên                                     | Vai                               | Ct                                                                         |
| --------------- | --------------------------------------- | --------------------------------- | -------------------------------------------------------------------------- |
| 1980            | Lenny Clarke's Late Show                | (Nhiều vai)                       |                                                                            |
| 1987–1990       | Remote Control                          | (Nhiều vai)                       |                                                                            |
| 1990            | Afterdrive                              | (Chính mình)                      | Talk show                                                                  |
| 1990            | Rascals Comedy Hour                     | (Chính mình)                      | Hài độc thoại                                                              |
| 1994–1995       | Mike & Spike                            | Charles S. Baby                   | 3 tập                                                                      |
| 1995            | National Lampoon's Favorite Deadly Sins | Jake                              | Phim truyền hình, đồng thời đạo diễn tiểu phẩm "Lust"                      |
| 1996            | The Second Civil War                    | Vinnie Franko                     |                                                                            |
| 1997            | Subway Stories                          | Người đi xe lăn                   |                                                                            |
| 1998            | The Late Late Show with Tom Snyder      | (Chính mình)                      | Tập ngày 24 tháng 4 năm 1998                                               |
| 1998            | Fantasy World Cup                       | (Chính mình)                      | Tập #1.15                                                                  |
| 1998            | Space Ghost Coast to Coast              | (Chính mình)                      | Tập: "Waiting for Edward"                                                  |
| 2001–2002       | The Rosie O'Donnell Show                | (Chính mình)                      | Vai khách mời, 2 tập                                                       |
| 2001–2002       | The Job                                 | Mike McNeil                       | Đồng biên kịch và sản xuất                                                 |
| 2002            | Contest Searchlight                     | (Phiên bản hư cấu của chính mình) |                                                                            |
| 2002            | Crank Yankers                           | Joe Smith (lồng tiếng)            | Tập: 1.2                                                                   |
| 2004–2011       | Rescue Me                               | Tommy Gavin                       | 93 tập, đồng sáng lập, sản xuất, biên kịch Đề cử giải Quả cầu Vàng và Emmy |
| 2006–2014       | The Late Late Show with Craig Ferguson  | (Chính mình)                      | 12 tập                                                                     |
| 2008            | The Simpsons                            | Chính mình, lồng tiếng)           | Tập: "Lost Verizon"                                                        |
| 2008            | Recount                                 | Michael Whouley                   |                                                                            |
| 2011            | Ice Age: A Mammoth Christmas            | Diego (lồng tiếng)                |                                                                            |
| 2013            | Maron                                   | (Chính mình)                      | Tập: "Dead Possum"                                                         |
| 2015            | Benders                                 |                                   | Nhà sản xuất                                                               |
| 2015–2016       | Sex & Drugs & Rock & Roll               | Johnny Rock                       | 2 mùa (20 tập) Đồng sáng lập, sản xuất, biên kịch và đạo diễn              |
| 2016            | The Late Late Show with James Corden    | Bill Clinton                      |                                                                            |
| 2016            | Ice Age: The Great Egg-Scapade          | Diego (lồng tiếng)                |                                                                            |
| 2018–2019, 2022 | Animal Kingdom                          | Billy                             | Vai phụ (mùa 3) Vai khách mời (mùa 4, 6)                                   |
| 2019            | Family Guy                              | Body Shop Owner (lồng tiếng)      | Tập: "Girl, Internetted"                                                   |
| 2019–2021       | The Moodys                              | Sean Moody Sr.                    | Vai chính                                                                  |
| 2022            | Law & Order: Organized Crime            | Frank Donnelly                    | Vai phụ                                                                    |